# Louis Babel
Pour les articles homonymes, voir Babel.
Louis-François Babel, né à Veyrier (Suisse) le 23 juin 1826 et mort à Pointe-Bleue au Québec (Canada) le 1er mars 1912, est un prêtre, oblat de Marie-Immaculée, missionnaire catholique, mais aussi linguiste, géographe et explorateur suisse. Il a passé la majeure partie de sa vie au Canada.

## Biographie
Né à Veyrier dans le canton de Genève, de Joseph Babel, postillon, et de Françoise Jovet, Louis Babel fréquente les collèges de Fribourg et de Mélan, puis entre au noviciat de Notre-Dame-de-l'Osier le 4 mai 1847. Il fait sa profession perpétuelle l'année suivante puis entreprend des études théologiques à Marseille et à Maryvale (en), près de Birmingham en Angleterre. Il arrive à Bytown (Canada-Uni) le 12 février 1851, où il est ordonné prêtre le 27 juillet 1851 par Joseph-Bruno Guigues, évêque d'Ottawa.
À sa demande, on l'affecte aux missions des Montagnais, un peuple autochtone originaire de l’est de la péninsule du Québec-Labrador. Il exerce son ministère à Grande-Baie, au Saguenay, puis est transféré aux Escoumins, où il fait la rencontre du père Charles Arnaud, qui sera son compagnon de mission pendant presque soixante ans. Doué pour les langues et doté d'une santé robuste, le père Babel parcourt deux mille cinq cents kilomètres par année pour rencontrer blancs et autochtones, de l'embouchure du Saguenay jusqu’à Tête-à-la-Baleine. Après un séjour de quatre ans à Maniwaki dans l'Outaouais, au cours duquel il apprend l'algonquin, il revient à Betsiamites en 1866, où il réside jusqu'en 1911.
Il a rédigé un dictionnaire français-montagnais, resté à l’état de manuscrit ainsi que des notes devant servir à écrire une grammaire montagnaise. Il quitte Betsiamites et la Côte-Nord pour la dernière fois en 1911. Il meurt dans le village montagnais d'Anse-Bleue au lac Saint-Jean, le 1er mars 1912.
Surnommé « Ka Kushkueltitak » (le Méditatif) par les Innus, le père Babel est décrit par le dictionnaire biographique du Canada comme un homme « sévère, peu communicatif et de manières rudes ». Ces traits de caractère « lui ont causé maintes difficultés dans ses relations avec ses confrères et les fidèles ».

## Expéditions

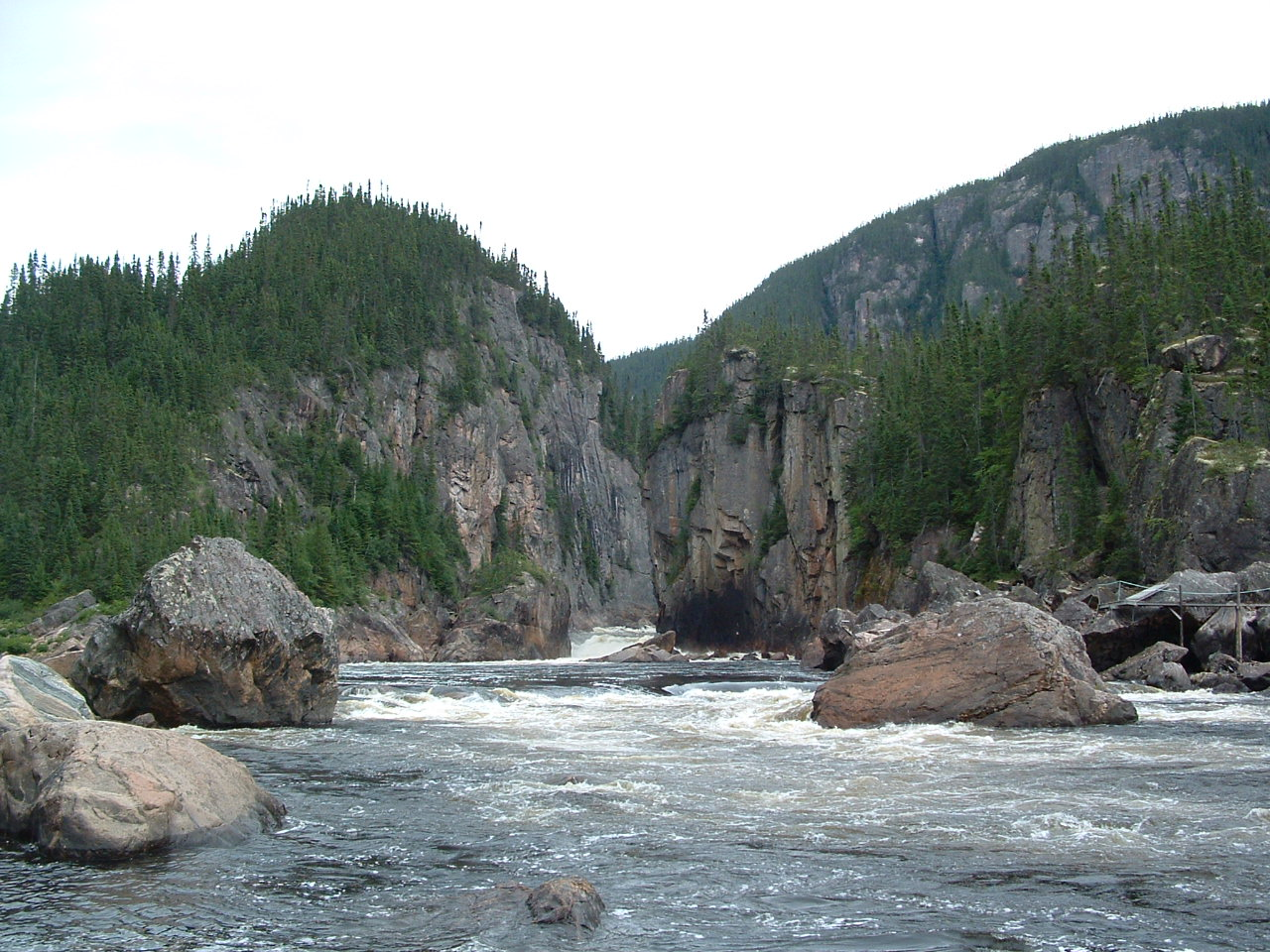
La rivière Moisie sur la Côte-Nord.

L'évêque de Québec Charles-François Baillargeon lui confie la mission de rejoindre les Naskapis sur le plateau du Labrador. En 1866, il tente d'atteindre la baie des Esquimaux (Hamilton Inlet, au Labrador) par l'intérieur des terres, à partir de Mingan. Lui et deux guides originaires du lac Melville atteignent le poste de traite de la Compagnie de la Baie d'Hudson à Winokapau sur la rivière Hamilton, d'où ils rebroussent chemin, faute de trouver des vivres pour poursuivre le périple vers le lac Petitsikapau.
Il aura plus de chance à son second voyage, l'année suivante. Arrivé par bateau à vapeur à Rigolet, il rencontre d'abord des Inuits déjà convertis au protestantisme. Il décide alors d'aller à la rencontre des Naskapis à l'intérieur des terres. Il remonte le cours de la rivière Hamilton avec une flottille de canots qui doit ravitailler le poste du lac Petitsikapau au cours d'un voyage qui dure trente-neuf jours.
Tout en accomplissant son travail d'évangélisation des Naskapis, le père Babel recueille de précieuses informations durant ses périples sur le plateau du Labrador, entre 1866 et 1870. Il descend en outre les rivières Saint-Jean et Moisie. Ses carnets de voyage sont publiés en feuilleton dans certains journaux de la Rive-Sud du Saint-Laurent dans une rubrique intitulée « Les missions de la Côte-Nord » et seront repris dans un ouvrage paru en 1977.
Les observations du missionnaire permettront au département des Terres de la couronne de la province de Québec de publier la première carte décrivant l’intérieur du Labrador, en 1873. C'est d'ailleurs au cours de ces voyages qu'il découvrit les immenses gisements de fer dans le territoire qui allait devenir le Nouveau-Québec en 1912. Bien que sa découverte passa relativement inaperçue à l'époque, c'est en se basant sur les écrits du père Babel que le géologue montréalais Albert Peter Low put noter plus précisément la présence de zones riches en fer lors d'expéditions réalisées entre 1892 et 1899 pour le compte de la Commission géologique du Canada,,.

## Œuvre missionnaire
Les Mammit Innuat ayant tous été baptisés durant les missions données par les prêtres séculiers de 1800 à 1843, les missions oblates visent l'affermissement de leur foi et la conversion des Mushuaunnus par la mise en place de dispositifs éducatifs, pastoraux et disciplinaires qui serviront à lutter contre les pratiques chamaniques, la polygamie, l'adultère, l'alcoolisme et quelques « pratiques déviantes ».
Louis Babel est un missionnaire très actif, ne ménageant pas ses efforts pour lutter contre les pratiques qu'il réprouve : chamanisme, adultère et alcoolisme.
Par ailleurs, Louis Babel et Charles Arnaud protestent contre la colonisation des terres des Innus par des Blancs. Depuis 1830, l'installation de colons, au Saguenay, aux Escoumins et plus à l'est, avait en effet pour conséquence l'exploitation croissante des forêts et rivières et la disparition des terres de chasse nécessaires à la survie des autochtones.

## Hommages et postérité

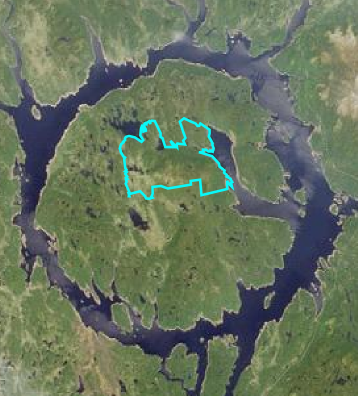
Réserve écologique Louis-Babel vue de l'espace

Un monument lui a été dédié en 1970 à Schefferville et son nom a été donné à un canton qui couvre le territoire de la ville de Port-Cartier.
La réserve écologique Louis-Babel, sur l'île René-Levasseur, et le mont Babel commémorent sa mémoire tandis que le mont Veyrier, le plus haut sommet des monts Groulx, a été nommé selon son lieu de naissance.
Moins connu dans son pays d'origine, il en resta néanmoins attaché à ses racines. En 1850, il écrit : « Bien qu’éloigné de Veyrier, je suis toujours de Veyrier et […] toujours mon village et ses habitants seront présents à ma mémoire ».
Le 21 septembre 2010, l'article biographique de Louis Babel est créé sur Wikipédia en français, devenant le millionième article de ce portail. Après les versions anglaise et allemande, le portail francophone est le troisième à franchir ce seuil symbolique.